# Керамічна плитка

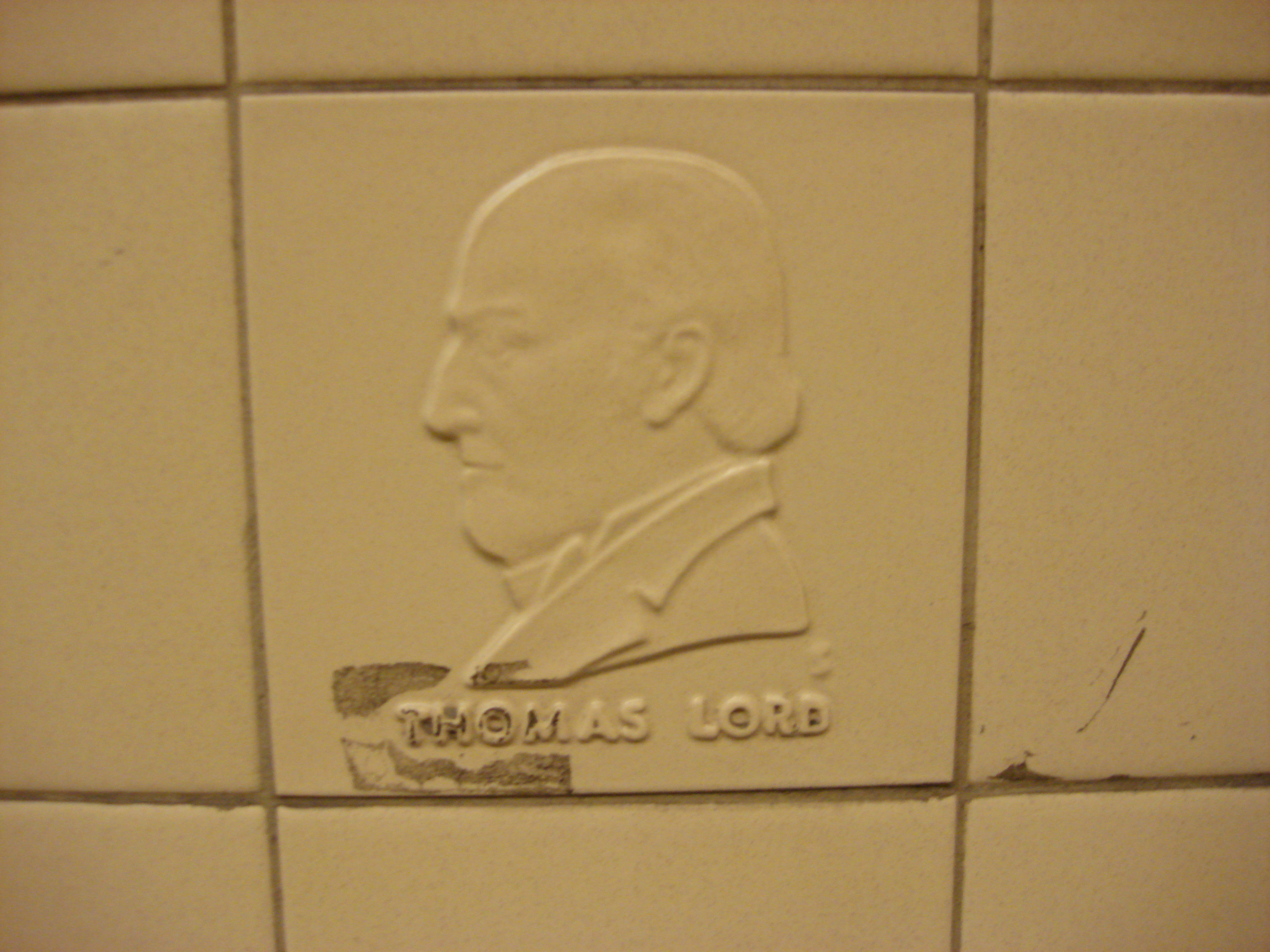
Кахель станції Лондонського метрополітену Сент-Джонс-Вуд з зображенням Томаса Лорда

Керамічна плитка, часто також кахлі — тонкі плитки з випаленої глини прямокутної форми, якими облицьовують стіни, печі, басейни, підлоги будинків.

## Матеріали для виготовлення
До суміші для виготовлення плитки входить глина, кварцовий пісок та карбонатні чи фельдшпатові породи — алюмосилікати, зокрема польовий шпат. Глина забезпечує пластичність маси, кварц утворює «скелет» плитки, а інші надають вигляду обпаленій плитці.
Для плитки використовують найчастіше червону або безбарвну глину, рідше — дорожчий каолін. Її можна визначити на уже готовій плитці: якщо вона має червоно-коричневу основу, то виготовлена з червоної глини, якщо ж біла — з каоліну. А завдяки використанню сумішей глини можна отримати плитку з сірою основою.
Різновид майоліки — (метлахська плитка) виготовляють з спеціальної глини, яку добувають у кар'єрах Середземномор'я. На відміну від звичайної, ця глина має піскові, карбонатні фракції, а також окиси заліза. Різновид плитки терралья особливий своєю міцністю, завдяки польовому шпату. Часто для цієї плитки використовують і карбонати кальцію, магнію, якщо плитка повинна мати стандартну міцність. Для виготовлення цієї плитки використовують білу глину. Для клінкерної плитки використовують суміш шамоту (обпаленої глини), оксиди та флюси для забарвлення.
Інші два види керамічної плитки — котто й коттофорте виготовляють з глини, що залягає в північній Італії, у адміністративному регіоні Емілья-Романья. Особливість сировини полягає у поєднанні різних природних компонентів, що надають плитці особливого відтінку.
Для монокоттури білого кольору використовують глину з окисами заліза. А залежно від дозування флюсів карбонатів чи польового шпату й сировини, виготовляють плитку з різним рівнем вбирання води. Натомість для монокоттури червоного кольору використовують глину, яка не має в собі окисів заліза, польового щпату й очищеного кварцового піску. Таку глину добувають у Німеччині та Франції.

## Процес виготовлення
На виробництві процес виготовлення сирої плитки у середньому займає приблизно годину часу. Спершу матеріал подрібнюють (у спеціальних млинах-барабанах з водою або без неї), тоді змішують, зволожують (на 15-20 %, якщо плитку виготовляють екструзійним методом і на 4-7 %, якщо опісля матеріал піддадуть пресуванню), осушують, вкладають у форми та пресують. Згодом спресовану плитку обпалюють за температури від 900 до 1200 °C, накладають емаль і у деяких випадках обпалюють ще раз — для глазурування.

### Змішування
Існує два головні різновиди приготування суміші для виготовлення плитки: сухий (а зокрема пластичний) та мокрий (шлікерний). Так, для виготовлення пористої плитки одноразового обпалювання й порцелянової кераміки застосовують мокрий різновид приготування суміші. А для виготовлення плитки з маленькими порами, а, відповідно, і з пониженим рівнем поглинання води, застосовують сухий спосіб приготування суміші. Водночас для виготовлення клінкерної плитки, плитки дворазового обпалення, можна використовувати будь-які способи подрібнення складників.
У випадку з мокрим різновидом виготовлення плитки сировину подрібнюють у спеціальних «барабанах» з камінцями, розпеченим окисом алюмінію й води — її згодом вибирають. Мокрий метод дорожчий за сухий, адже потребує енергії на осушування суміші. Але саме цей метод найкращий у випадку високих вимог до кольору плитки.
Дешевшим за мокре є сухе подрібнення. Воно передбачає наявність спеціальних автоматичних подрібнювачів з молотами. Після подрібнення суміш висушують у сушильному барабані, дрібно перемелюють чи просіюють. Відповідно до потреби, суміш зволожують. Сухий метод змішування притаманний тому виробництву, яке використовує корисні копалини у природному вигляді й не додає до них інших компонентів.
Пластичний різновид різновидом сухого, адже суміш подрібнюється саме за його принципом. Але якщо сухий метод не передбачає добавок, то для пластичного вони характерні (фарбники, флюси) і їх подрібнюють шлікерним способом.
Після подрібнення, глину вкладають у спеціальні форми, їх встановлюють у спеціальні преси. Після пресування плитка конвеєром потрапляє до печі для осушування. Згодом, залежно від виду плитки, її або обпалюють, або наносять емаль і тоді обпалюють, або обпалюють напівфабрикат, тоді наносять емаль, глазур і аж тоді ще раз обпалюють.

## Контроль якості
Після виготовлення керамічний кахель випробовують на:
- поглинання води;
- опір деформації;
- твердість поверхні;
- стійкість неглазурованого кахелю до глибокого стирання;
- лінійне розширення під дією тепла;
- стійкість до змін температури;
- стійкість до тріщин;
- хімічний вплив.

## Види керамічної плитки
Поділ за процесом виготовлення:
- бікоттура — виготовлена шляхом пресування, а тоді подвійного обпалювання. Емальована плитка, призначена для облицювання стін всередині приміщень. Програє іншим видам плитки у міцності
- монокоттура — виготовлена через пресування й одноразове обпалювання. Призначена для облицювання стін та підлоги. Деякі види цієї плитки, завдяки її міцності і стійкості до морозів, можна встановлювати назовні.
- монопороза — за процесом виготовлення така ж, як і монокоттура, але різниться сумішшю, з якої виготовляють плитку. Для цього виду використовують глину з високим вмістом карбонатів — її завозять з Німеччини і Франції. Цю плитку використовують для облицювання стін всередині приміщень
- грес (керамічний граніт) — виготовлена через пресування, обпалювання й механічну обробку. Виготовлена зі свілих сортів глини, плитка дуже міцна, морозостійка. За виготовленням схожа на монокоттуру, монопорозу.
- котто — неглазурована пориста плитка з червоної глини. Обмежена жовтим, рожевим, червоним та коричневим кольорами. Після укладання її потребує обробки спеціальними засобами. Один з найдавніших видів плитки, через те його часто можна побачити у храмах чи музеях
- клінкерна плитка — виготовлена екструзією. Її використовують для стін у басейнах, всередині та назовні приміщень, на промислових об'єктах
- шамотна плитка - виготовляється зі спеціальної вогнетривкої глини. ЇЇ використовують для печей, камінів та інших гарячих місць.

Поділ за типом поверхні:
- матова — поверхня має природний, необроблений вигляд. Після обпечення таку плитку не піддають обробці
- полірована — рівне зрізання матової поверхні, висвітлення зрізу. Згодом плитку полірують, аби закрити мікропори. Така плитка чутлива до подряпин і після встановлення потребує догляду
- напівполірована — такою плитка стає після зрізання матового шару. У них часто поєднані полірована й матова поверхні
- обробка воском — перед обпалюванням на таку плитку накладають прозорі мінеральні кристали з різною температурою плавлення. Через те поверхня виходить блискучою й не такою слизькою, як у полірованої плитки
- глазурована - перед обпалюванням на плитку наноситься шар поливи, скляниста маса що складається з оксидів металів. Завдяки цьому плитка може мати гладку різнокольорову поверхню, яка створює захист для поверхні

## Використання плитки
- Для укладання керамічної плитки використовують такі розчини: цементно-піщану суміш, мастику, спеціальний клей (готову суху суміш розводять водою і ретельно вимішують вручну чи з допомогою електроінструменту).
- Шар розчину має бути рівним і злегка шорстким (для поліпшення зчеплення з плиткою).